# Élections cantonales de 2004 en Maine-et-Loire
Les élections cantonales ont eu lieu les 21 et 28 mars 2004.
Lors de ces élections, 20 des 41 cantons de Maine-et-Loire ont été renouvelés. Elles ont vu l'élection de la majorité UMP dirigée par Christophe Béchu, succédant à André Lardeux, président UMP du conseil général depuis 1995.

## Résultats à l’échelle du département
Répartition départementale des résultats (2e tour).
- PS (36,56 %)
- DVG (8,3 %)
- Verts (2,29 %)
- UMP (20,83 %)
- UDF (4,77 %)
- DVD (27,26 %)

| Étiquette      | Étiquette                          | Premier tour | Premier tour | Second tour | Second tour | Sièges |
| Étiquette      | Étiquette                          | Voix         | %            | Voix        | %           | Sièges |
| -------------- | ---------------------------------- | ------------ | ------------ | ----------- | ----------- | ------ |
|                | Parti socialiste                   | 34 292       | 22,73        | 39 815      | 36,56       | 7      |
|                | Divers gauche                      | 9 460        | 6,27         | 9 041       | 8,30        | 2      |
|                | Les Verts                          | 7 968        | 5,28         | 2 493       | 2,29        | 1      |
|                | Extrême gauche                     | 7 926        | 5,25         |             |             |        |
|                | Parti communiste français          | 6 453        | 4,28         |             |             |        |
|                | Parti radical de gauche            | 845          | 0,56         |             |             |        |
| Gauche         | Gauche                             | 66 944       | 44,37        | 51 349      | 47,15       | 10     |
|                |                                    |              |              |             |             |        |
|                | Union pour un mouvement populaire  | 27 126       | 17,98        | 22 681      | 20,83       | 2      |
|                | Union pour la démocratie française | 21 283       | 14,11        | 5 192       | 4,77        | 4      |
|                | Divers droite                      | 20 057       | 13,30        | 29 686      | 27,26       | 3      |
|                | Front national                     | 12 375       | 8,20         |             |             |        |
| Droite         | Droite                             | 80 841       | 53,59        | 57 559      | 52,86       | 9      |
|                |                                    |              |              |             |             |        |
|                | Divers                             | 3 064        | 2,03         |             |             |        |
|                |                                    |              |              |             |             |        |
| Inscrits       | Inscrits                           | 253 247      | 100,00       | 181 933     | 100,00      |        |
| Abstention     | Abstention                         | 93 718       | 37,01        | 65 033      | 35,75       |        |
| Votants        | Votants                            | 159 529      | 62,99        | 116 900     | 64,25       |        |
| Blancs et nuls | Blancs et nuls                     | 8 680        | 5,44         | 7 992       | 6,84        |        |
| Exprimés       | Exprimés                           | 150 849      | 94,56        | 108 908     | 93,16       |        |

## Résultats par canton

### Canton d'Allonnes
| Candidats      | Candidats         | Étiquette      | Premier tour | Premier tour |
| Candidats      | Candidats         | Étiquette      | Voix         | %            |
| -------------- | ----------------- | -------------- | ------------ | ------------ |
|                | Allain Richard*   | SE             | 2 583        | 61,72        |
|                | Bernard Robert    | PCF            | 692          | 16,54        |
|                | Jean-Pierre Lyoen | FN             | 620          | 14,81        |
|                | Dominique Beugnon | EXG            | 290          | 6,93         |
|                |                   |                |              |              |
| Inscrits       | Inscrits          | Inscrits       | 7 980        | 100,00       |
| Abstention     | Abstention        | Abstention     | 3 459        | 43,35        |
| Votants        | Votants           | Votants        | 4 521        | 56,65        |
| Blancs et nuls | Blancs et nuls    | Blancs et nuls | 336          | 7,43         |
| Exprimés       | Exprimés          | Exprimés       | 4 185        | 92,57        |

*sortant

### Canton d'Angers-Ouest
| Candidats      | Candidats                      | Étiquette      | Premier tour | Premier tour | Second tour | Second tour |
| Candidats      | Candidats                      | Étiquette      | Voix         | %            | Voix        | %           |
| -------------- | ------------------------------ | -------------- | ------------ | ------------ | ----------- | ----------- |
|                | Hervé Carre*                   | PS             | 4 982        | 41,93        | 8 093       | 65,33       |
|                | Roselyne Branchereau-Massigoux | UMP            | 3 074        | 25,87        | 4 295       | 34,67       |
|                | Gérard Nussmann                | Verts          | 1 560        | 13,13        |             |             |
|                | Jean-Claude Gazeau             | FN             | 841          | 7,08         |             |             |
|                | Louisette Pertue               | EXG            | 503          | 4,23         |             |             |
|                | Nadine Bouvet                  | PCF            | 368          | 3,10         |             |             |
|                | Daniel Sale                    | DVG            | 355          | 2,99         |             |             |
|                | Alain Gilardy                  | EXG            | 199          | 1,67         |             |             |
|                |                                |                |              |              |             |             |
| Inscrits       | Inscrits                       | Inscrits       | 20 869       | 100,00       | 20 869      | 100,00      |
| Abstention     | Abstention                     | Abstention     | 8 438        | 40,43        | 7 940       | 38,05       |
| Votants        | Votants                        | Votants        | 12 431       | 59,57        | 12 929      | 61,95       |
| Blancs et nuls | Blancs et nuls                 | Blancs et nuls | 549          | 4,42         | 541         | 4,18        |
| Exprimés       | Exprimés                       | Exprimés       | 11 882       | 95,58        | 12 388      | 95,82       |

*sortant

### Canton d'Angers-Sud
| Candidats      | Candidats            | Étiquette      | Premier tour | Premier tour | Second tour | Second tour |
| Candidats      | Candidats            | Étiquette      | Voix         | %            | Voix        | %           |
| -------------- | -------------------- | -------------- | ------------ | ------------ | ----------- | ----------- |
|                | Frédéric Beatse      | PS             | 3 489        | 42,07        | 5 406       | 62,53       |
|                | Brigitte Sublard     | UMP            | 2 535        | 30,56        | 3 239       | 37,47       |
|                | Rachid Belkala       | Verts          | 762          | 9,19         |             |             |
|                | Guillaume Vouzellaud | FN             | 739          | 8,91         |             |             |
|                | Patrice Delanoe      | EXG            | 330          | 3,98         |             |             |
|                | Jean Deville         | PCF            | 278          | 3,35         |             |             |
|                | Christian Noguera    | EXG            | 161          | 1,94         |             |             |
|                |                      |                |              |              |             |             |
| Inscrits       | Inscrits             | Inscrits       | 15 407       | 100,00       | 15 407      | 100,00      |
| Abstention     | Abstention           | Abstention     | 6 771        | 43,95        | 6 367       | 41,33       |
| Votants        | Votants              | Votants        | 8 636        | 56,05        | 9 040       | 58,67       |
| Blancs et nuls | Blancs et nuls       | Blancs et nuls | 342          | 3,96         | 395         | 4,37        |
| Exprimés       | Exprimés             | Exprimés       | 8 294        | 96,04        | 8 645       | 95,63       |

### Canton d'Angers-Trélazé
| Candidats      | Candidats        | Étiquette      | Premier tour | Premier tour |
| Candidats      | Candidats        | Étiquette      | Voix         | %            |
| -------------- | ---------------- | -------------- | ------------ | ------------ |
|                | Marc Goua*       | PS             | 5 717        | 50,25        |
|                | Roch Brancour    | UMP            | 2 370        | 20,83        |
|                | Nadine Brucher   | Verts          | 1 090        | 9,58         |
|                | Michel Schaeffer | FN             | 900          | 7,91         |
|                | Philippe Denis   | PCF            | 810          | 7,12         |
|                | Philippe Lebrun  | EXG            | 489          | 4,30         |
|                |                  |                |              |              |
| Inscrits       | Inscrits         | Inscrits       | 18 887       | 100,00       |
| Abstention     | Abstention       | Abstention     | 7 026        | 37,20        |
| Votants        | Votants          | Votants        | 11 861       | 62,80        |
| Blancs et nuls | Blancs et nuls   | Blancs et nuls | 485          | 4,09         |
| Exprimés       | Exprimés         | Exprimés       | 11 376       | 95,91        |

*sortant

### Canton de Baugé
| Candidats      | Candidats         | Étiquette      | Premier tour | Premier tour | Second tour | Second tour |
| Candidats      | Candidats         | Étiquette      | Voix         | %            | Voix        | %           |
| -------------- | ----------------- | -------------- | ------------ | ------------ | ----------- | ----------- |
|                | Philippe Chalopin | UMP            | 1 714        | 35,05        | 2 413       | 48,50       |
|                | Régis Dangremont  | PS             | 1 254        | 25,64        | 2 562       | 51,50       |
|                | Max Thibault      | UDF            | 590          | 12,07        |             |             |
|                | Michel Renault    | DVD            | 419          | 8,57         |             |             |
|                | Danielle Gentet   | FN             | 367          | 7,51         |             |             |
|                | Élisabeth Trillon | Verts          | 298          | 6,09         |             |             |
|                | Joël Pertue       | EXG            | 130          | 2,66         |             |             |
|                | Alain Pagano      | PCF            | 118          | 2,41         |             |             |
|                |                   |                |              |              |             |             |
| Inscrits       | Inscrits          | Inscrits       | 7 954        | 100,00       | 7 954       | 100,00      |
| Abstention     | Abstention        | Abstention     | 2 818        | 35,43        | 2 693       | 33,86       |
| Votants        | Votants           | Votants        | 5 136        | 64,57        | 5 261       | 66,14       |
| Blancs et nuls | Blancs et nuls    | Blancs et nuls | 246          | 4,79         | 286         | 5,44        |
| Exprimés       | Exprimés          | Exprimés       | 4 890        | 95,21        | 4 975       | 94,56       |

### Canton de Candé
| Candidats      | Candidats                     | Étiquette      | Premier tour | Premier tour |
| Candidats      | Candidats                     | Étiquette      | Voix         | %            |
| -------------- | ----------------------------- | -------------- | ------------ | ------------ |
|                | Gérard Delaunay*              | UMP            | 2 273        | 74,84        |
|                | Hugues Bouvet                 | PCF            | 342          | 11,26        |
|                | Sylvie Maroille-Vanhelstraete | FN             | 272          | 8,96         |
|                | Bernard Mougey                | EXG            | 150          | 4,94         |
|                |                               |                |              |              |
| Inscrits       | Inscrits                      | Inscrits       | 5 043        | 100,00       |
| Abstention     | Abstention                    | Abstention     | 1 774        | 35,18        |
| Votants        | Votants                       | Votants        | 3 269        | 64,82        |
| Blancs et nuls | Blancs et nuls                | Blancs et nuls | 232          | 7,10         |
| Exprimés       | Exprimés                      | Exprimés       | 3 037        | 92,90        |

*sortant

### Canton de Chalonnes-sur-Loire
| Candidats      | Candidats           | Étiquette      | Premier tour | Premier tour | Second tour | Second tour |
| Candidats      | Candidats           | Étiquette      | Voix         | %            | Voix        | %           |
| -------------- | ------------------- | -------------- | ------------ | ------------ | ----------- | ----------- |
|                | Michel Bordereau*   | UDF            | 2 403        | 44,83        | 2 627       | 46,35       |
|                | Stella Dupont       | PS             | 2 223        | 41,47        | 3 041       | 53,65       |
|                | Mia Fonteneau       | FN             | 358          | 6,68         |             |             |
|                | Marie-José Faligant | EXG            | 261          | 4,87         |             |             |
|                | James Gueret        | PCF            | 115          | 2,15         |             |             |
|                |                     |                |              |              |             |             |
| Inscrits       | Inscrits            | Inscrits       | 8 269        | 100,00       | 8 269       | 100,00      |
| Abstention     | Abstention          | Abstention     | 2 634        | 31,85        | 2 396       | 28,98       |
| Votants        | Votants             | Votants        | 5 635        | 68,15        | 5 873       | 71,02       |
| Blancs et nuls | Blancs et nuls      | Blancs et nuls | 275          | 4,88         | 205         | 3,49        |
| Exprimés       | Exprimés            | Exprimés       | 5 360        | 95,12        | 5 668       | 96,51       |

*sortant

### Canton de Cholet-1
| Candidats      | Candidats             | Étiquette      | Premier tour | Premier tour | Second tour | Second tour |
| Candidats      | Candidats             | Étiquette      | Voix         | %            | Voix        | %           |
| -------------- | --------------------- | -------------- | ------------ | ------------ | ----------- | ----------- |
|                | Antoine Mouly*        | PS             | 3 206        | 32,52        | 4 940       | 48,81       |
|                | Jean-Paul Boisneau    | UMP            | 2 746        | 27,86        | 5 181       | 51,19       |
|                | Michel Jeanneau       | UDF            | 1 257        | 12,75        |             |             |
|                | Patrice Gros-Suaudeau | FN             | 641          | 6,50         |             |             |
|                | Véronique Estang      | DVD            | 612          | 6,21         |             |             |
|                | Jacques Castagne      | DVD            | 533          | 5,41         |             |             |
|                | François Bombled      | EXG            | 447          | 4,53         |             |             |
|                | Sonia Gripay          | PCF            | 246          | 2,50         |             |             |
|                | Didier Beillard       | DVD            | 170          | 1,72         |             |             |
|                |                       |                |              |              |             |             |
| Inscrits       | Inscrits              | Inscrits       | 17 760       | 100,00       | 17 760      | 100,00      |
| Abstention     | Abstention            | Abstention     | 7 372        | 41,51        | 7 087       | 39,90       |
| Votants        | Votants               | Votants        | 10 388       | 58,49        | 10 673      | 60,10       |
| Blancs et nuls | Blancs et nuls        | Blancs et nuls | 530          | 5,10         | 552         | 5,17        |
| Exprimés       | Exprimés              | Exprimés       | 9 858        | 94,90        | 10 121      | 94,83       |

*sortant

### Canton de Cholet-2
| Candidats      | Candidats               | Étiquette      | Premier tour | Premier tour | Second tour | Second tour |
| Candidats      | Candidats               | Étiquette      | Voix         | %            | Voix        | %           |
| -------------- | ----------------------- | -------------- | ------------ | ------------ | ----------- | ----------- |
|                | Jean-Pierre Chavassieux | DVD            | 3 535        | 34,78        | 8 034       | 100,00      |
|                | Gérard Fauconnier       | UMP            | 1 990        | 19,58        | Retrait     | Retrait     |
|                | Xavier Coiffard         | UDF            | 1 475        | 14,51        |             |             |
|                | Nicole Veylit           | PCF            | 1 043        | 10,26        |             |             |
|                | Robert Cerisier         | EXG            | 821          | 8,08         |             |             |
|                | Bernard Ribeau          | FN             | 820          | 8,07         |             |             |
|                | Michel Chenu            | SE             | 481          | 4,73         |             |             |
|                |                         |                |              |              |             |             |
| Inscrits       | Inscrits                | Inscrits       | 18 262       | 100,00       | 18 262      | 100,00      |
| Abstention     | Abstention              | Abstention     | 7 332        | 40,15        | 7 680       | 42,05       |
| Votants        | Votants                 | Votants        | 10 930       | 59,85        | 10 582      | 57,95       |
| Blancs et nuls | Blancs et nuls          | Blancs et nuls | 765          | 7,00         | 2 548       | 24,08       |
| Exprimés       | Exprimés                | Exprimés       | 10 165       | 93,00        | 8 034       | 75,92       |

### Canton de Doué-la-Fontaine
| Candidats      | Candidats         | Étiquette      | Premier tour | Premier tour | Second tour | Second tour |
| Candidats      | Candidats         | Étiquette      | Voix         | %            | Voix        | %           |
| -------------- | ----------------- | -------------- | ------------ | ------------ | ----------- | ----------- |
|                | Jean-Pierre Pohu* | UMP            | 2 570        | 44,55        | 2 921       | 48,99       |
|                | Bruno Cheptou     | PS             | 1 833        | 31,77        | 3 041       | 51,01       |
|                | Anne Legras       | FN             | 788          | 13,66        |             |             |
|                | Jean-Luc Fourier  | EXG            | 317          | 5,49         |             |             |
|                | Michel Raimbault  | PCF            | 261          | 4,52         |             |             |
|                |                   |                |              |              |             |             |
| Inscrits       | Inscrits          | Inscrits       | 10 075       | 100,00       | 10 046      | 100,00      |
| Abstention     | Abstention        | Abstention     | 3 876        | 38,47        | 3 726       | 37,09       |
| Votants        | Votants           | Votants        | 6 199        | 61,53        | 6 320       | 62,91       |
| Blancs et nuls | Blancs et nuls    | Blancs et nuls | 430          | 6,94         | 358         | 5,66        |
| Exprimés       | Exprimés          | Exprimés       | 5 769        | 93,06        | 5 962       | 94,34       |

*sortant

### Canton de Durtal
| Candidats      | Candidats             | Étiquette      | Premier tour | Premier tour | Second tour | Second tour |
| Candidats      | Candidats             | Étiquette      | Voix         | %            | Voix        | %           |
| -------------- | --------------------- | -------------- | ------------ | ------------ | ----------- | ----------- |
|                | Jean-Luc Davy         | UDF            | 1 608        | 35,50        | 2 565       | 56,52       |
|                | André Logeais         | DVG            | 1 006        | 22,21        | 1 973       | 43,48       |
|                | Roger De Mieulle      | UMP            | 639          | 14,11        |             |             |
|                | Georges Lombard       | DVD            | 459          | 10,13        |             |             |
|                | Gaston Petiteau       | FN             | 293          | 6,47         |             |             |
|                | Isabelle Corlay       | PRG            | 267          | 5,90         |             |             |
|                | Luc Viaud             | EXG            | 141          | 3,11         |             |             |
|                | Jean-Claude Bottereau | PCF            | 116          | 2,56         |             |             |
|                |                       |                |              |              |             |             |
| Inscrits       | Inscrits              | Inscrits       | 7 004        | 100,00       | 7 004       | 100,00      |
| Abstention     | Abstention            | Abstention     | 2 309        | 32,97        | 2 213       | 31,60       |
| Votants        | Votants               | Votants        | 4 695        | 67,03        | 4 791       | 68,40       |
| Blancs et nuls | Blancs et nuls        | Blancs et nuls | 166          | 3,54         | 253         | 5,28        |
| Exprimés       | Exprimés              | Exprimés       | 4 529        | 96,46        | 4 538       | 94,72       |

### Canton de Gennes
| Candidats      | Candidats          | Étiquette      | Premier tour | Premier tour |
| Candidats      | Candidats          | Étiquette      | Voix         | %            |
| -------------- | ------------------ | -------------- | ------------ | ------------ |
|                | Alain Lauriou*     | UDF            | 1 859        | 58,15        |
|                | Éric Wolf          | Verts          | 691          | 21,61        |
|                | Dany Cornet        | FN             | 350          | 10,95        |
|                | Jean-Michel Queury | EXG            | 152          | 4,75         |
|                | Christian Thoueil  | PCF            | 145          | 4,54         |
|                |                    |                |              |              |
| Inscrits       | Inscrits           | Inscrits       | 5 116        | 100,00       |
| Abstention     | Abstention         | Abstention     | 1 755        | 34,30        |
| Votants        | Votants            | Votants        | 3 361        | 65,70        |
| Blancs et nuls | Blancs et nuls     | Blancs et nuls | 164          | 4,88         |
| Exprimés       | Exprimés           | Exprimés       | 3 197        | 95,12        |

*sortant

### Canton de Montrevault
| Candidats      | Candidats            | Étiquette      | Premier tour | Premier tour |
| Candidats      | Candidats            | Étiquette      | Voix         | %            |
| -------------- | -------------------- | -------------- | ------------ | ------------ |
|                | Christian Gaudin*    | UDF            | 3 933        | 59,82        |
|                | Jean-Claude Deziles  | PS             | 1 283        | 19,51        |
|                | Anne-Marie Durafour  | FN             | 690          | 10,49        |
|                | Marie-Claude Rambaud | EXG            | 498          | 7,57         |
|                | Hubert Dupont        | PCF            | 171          | 2,60         |
|                |                      |                |              |              |
| Inscrits       | Inscrits             | Inscrits       | 11 187       | 100,00       |
| Abstention     | Abstention           | Abstention     | 3 976        | 35,54        |
| Votants        | Votants              | Votants        | 7 211        | 64,46        |
| Blancs et nuls | Blancs et nuls       | Blancs et nuls | 636          | 8,82         |
| Exprimés       | Exprimés             | Exprimés       | 6 575        | 91,18        |

*sortant

### Canton des Ponts-de-Cé
| Candidats      | Candidats                    | Étiquette      | Premier tour | Premier tour | Second tour | Second tour |
| Candidats      | Candidats                    | Étiquette      | Voix         | %            | Voix        | %           |
| -------------- | ---------------------------- | -------------- | ------------ | ------------ | ----------- | ----------- |
|                | Philippe Bodard              | PS             | 6 443        | 36,43        | 9 784       | 54,09       |
|                | Robert Gautier               | DVD            | 3 596        | 20,33        | 8 306       | 45,91       |
|                | Jean-Marc Verchère           | UDF            | 2 413        | 13,64        |             |             |
|                | Claude Girard                | UMP            | 2 311        | 13,07        |             |             |
|                | Ambroise Pibot               | FN             | 1 309        | 7,40         |             |             |
|                | Didier Lize                  | EXG            | 634          | 3,58         |             |             |
|                | Dominique Barbier            | EXG            | 522          | 2,95         |             |             |
|                | Dominique Feuvrais Lo Zupone | PCF            | 457          | 2,58         |             |             |
|                |                              |                |              |              |             |             |
| Inscrits       | Inscrits                     | Inscrits       | 27 956       | 100,00       | 27 959      | 100,00      |
| Abstention     | Abstention                   | Abstention     | 9 342        | 33,42        | 8 826       | 31,57       |
| Votants        | Votants                      | Votants        | 18 614       | 66,58        | 19 133      | 68,43       |
| Blancs et nuls | Blancs et nuls               | Blancs et nuls | 929          | 4,99         | 1 043       | 5,45        |
| Exprimés       | Exprimés                     | Exprimés       | 17 685       | 95,01        | 18 090      | 94,55       |

### Canton de Pouancé
| Candidats      | Candidats          | Étiquette      | Premier tour | Premier tour | Second tour | Second tour |
| Candidats      | Candidats          | Étiquette      | Voix         | %            | Voix        | %           |
| -------------- | ------------------ | -------------- | ------------ | ------------ | ----------- | ----------- |
|                | Jacques Béline*    | UMP            | 2 032        | 40,49        | 2 498       | 49,57       |
|                | Marie-Jo Hamard    | DVD            | 1 805        | 35,96        | 2 541       | 50,43       |
|                | Jean-Yves Dumont   | PRG            | 578          | 11,52        |             |             |
|                | Fabrice Palussiere | FN             | 261          | 5,20         |             |             |
|                | Jean-Luc Place     | EXG            | 175          | 3,49         |             |             |
|                | Sylvain Plouzin    | PCF            | 168          | 3,35         |             |             |
|                |                    |                |              |              |             |             |
| Inscrits       | Inscrits           | Inscrits       | 7 466        | 100,00       | 7 466       | 100,00      |
| Abstention     | Abstention         | Abstention     | 2 239        | 29,99        | 2 104       | 28,18       |
| Votants        | Votants            | Votants        | 5 227        | 70,01        | 5 362       | 71,82       |
| Blancs et nuls | Blancs et nuls     | Blancs et nuls | 208          | 3,98         | 323         | 6,02        |
| Exprimés       | Exprimés           | Exprimés       | 5 019        | 96,02        | 5 039       | 93,98       |

*sortant

### Canton de Saint-Florent-le-Vieil
| Candidats      | Candidats            | Étiquette      | Premier tour | Premier tour | Second tour | Second tour |
| Candidats      | Candidats            | Étiquette      | Voix         | %            | Voix        | %           |
| -------------- | -------------------- | -------------- | ------------ | ------------ | ----------- | ----------- |
|                | Christian Rosello*   | DVD            | 3 202        | 39,32        | 5 035       | 62,53       |
|                | Christian Maillet    | DVD            | 1 583        | 19,44        | 69          | 0,86        |
|                | Gérard Charbonnier   | PS             | 1 517        | 18,63        | 2 948       | 36,61       |
|                | Jean-Marc Bureau     | Verts          | 928          | 11,39        |             |             |
|                | Jean-Philippe Cauchy | FN             | 443          | 5,44         |             |             |
|                | Pierre Danielo       | EXG            | 335          | 4,11         |             |             |
|                | Jean-Louis Guerin    | PCF            | 136          | 1,67         |             |             |
|                |                      |                |              |              |             |             |
| Inscrits       | Inscrits             | Inscrits       | 12 598       | 100,00       | 12 597      | 100,00      |
| Abstention     | Abstention           | Abstention     | 3 854        | 30,59        | 3 931       | 31,21       |
| Votants        | Votants              | Votants        | 8 744        | 69,41        | 8 666       | 68,79       |
| Blancs et nuls | Blancs et nuls       | Blancs et nuls | 600          | 6,86         | 614         | 7,09        |
| Exprimés       | Exprimés             | Exprimés       | 8 144        | 93,14        | 8 052       | 92,91       |

*sortant

### Canton de Saint-Georges-sur-Loire
| Candidats      | Candidats            | Étiquette      | Premier tour | Premier tour |
| Candidats      | Candidats            | Étiquette      | Voix         | %            |
| -------------- | -------------------- | -------------- | ------------ | ------------ |
|                | Rémy Martin*         | DVG            | 3 792        | 52,88        |
|                | Philippe Bouffandeau | UMP            | 1 184        | 16,51        |
|                | Olivier Bulard       | Verts          | 909          | 12,68        |
|                | Patrick Jeanne       | FN             | 631          | 8,80         |
|                | Frédéric Gentilleau  | EXG            | 392          | 5,47         |
|                | Claudi Menard        | PCF            | 263          | 3,67         |
|                |                      |                |              |              |
| Inscrits       | Inscrits             | Inscrits       | 11 296       | 100,00       |
| Abstention     | Abstention           | Abstention     | 3 645        | 32,27        |
| Votants        | Votants              | Votants        | 7 651        | 67,73        |
| Blancs et nuls | Blancs et nuls       | Blancs et nuls | 480          | 6,27         |
| Exprimés       | Exprimés             | Exprimés       | 7 171        | 93,73        |

*sortant

### Canton de Saumur-Nord
| Candidats      | Candidats            | Étiquette      | Premier tour | Premier tour | Second tour | Second tour |
| Candidats      | Candidats            | Étiquette      | Voix         | %            | Voix        | %           |
| -------------- | -------------------- | -------------- | ------------ | ------------ | ----------- | ----------- |
|                | Jean-Michel Marchand | Verts          | 1 730        | 39,20        | 2 493       | 53,88       |
|                | Paul Boisnier*       | UMP            | 1 688        | 38,25        | 2 134       | 46,12       |
|                | René Lacalmette      | FN             | 486          | 11,01        |             |             |
|                | Brigitte Bellanger   | EXG            | 187          | 4,24         |             |             |
|                | Béatrice Guillon     | PCF            | 175          | 3,97         |             |             |
|                | Dany Rosier          | EXG            | 147          | 3,33         |             |             |
|                |                      |                |              |              |             |             |
| Inscrits       | Inscrits             | Inscrits       | 7 702        | 100,00       | 7 702       | 100,00      |
| Abstention     | Abstention           | Abstention     | 3 028        | 39,31        | 2 837       | 36,83       |
| Votants        | Votants              | Votants        | 4 674        | 60,69        | 4 865       | 63,17       |
| Blancs et nuls | Blancs et nuls       | Blancs et nuls | 261          | 5,58         | 238         | 4,89        |
| Exprimés       | Exprimés             | Exprimés       | 4 413        | 94,42        | 4 627       | 95,11       |

*sortant

### Canton de Saumur-Sud
| Candidats      | Candidats           | Étiquette      | Premier tour | Premier tour | Second tour | Second tour |
| Candidats      | Candidats           | Étiquette      | Voix         | %            | Voix        | %           |
| -------------- | ------------------- | -------------- | ------------ | ------------ | ----------- | ----------- |
|                | Jackie Goulet       | DVG            | 4 307        | 34,80        | 7 068       | 55,35       |
|                | Jean-Paul Hugot     | DVD            | 3 272        | 26,44        | 5 701       | 44,65       |
|                | Éric Touron         | UDF            | 2 257        | 18,24        | Retrait     | Retrait     |
|                | Francis Martin      | FN             | 1 145        | 9,25         |             |             |
|                | Hubert Cartier      | DVD            | 594          | 4,80         |             |             |
|                | Maryse Lepron       | EXG            | 419          | 3,39         |             |             |
|                | Raymond Berthelemie | PCF            | 382          | 3,09         |             |             |
|                |                     |                |              |              |             |             |
| Inscrits       | Inscrits            | Inscrits       | 20 638       | 100,00       | 20 638      | 100,00      |
| Abstention     | Abstention          | Abstention     | 7 688        | 37,25        | 7 233       | 35,05       |
| Votants        | Votants             | Votants        | 12 950       | 62,75        | 13 405      | 64,95       |
| Blancs et nuls | Blancs et nuls      | Blancs et nuls | 574          | 4,43         | 636         | 4,74        |
| Exprimés       | Exprimés            | Exprimés       | 12 376       | 95,57        | 12 769      | 95,26       |

### Canton de Segré
| Candidats      | Candidats          | Étiquette      | Premier tour | Premier tour |
| Candidats      | Candidats          | Étiquette      | Voix         | %            |
| -------------- | ------------------ | -------------- | ------------ | ------------ |
|                | Gilles Grimaud     | UDF            | 3 488        | 50,38        |
|                | Monique Lijour     | PS             | 2 345        | 33,87        |
|                | Anne-Laure Goineau | FN             | 421          | 6,08         |
|                | Anne Savary        | DVD            | 277          | 4,00         |
|                | Christophe Helou   | EXG            | 226          | 3,26         |
|                | Jacques Lordet     | PCF            | 167          | 2,41         |
|                |                    |                |              |              |
| Inscrits       | Inscrits           | Inscrits       | 11 778       | 100,00       |
| Abstention     | Abstention         | Abstention     | 4 382        | 37,20        |
| Votants        | Votants            | Votants        | 7 396        | 62,80        |
| Blancs et nuls | Blancs et nuls     | Blancs et nuls | 472          | 6,38         |
| Exprimés       | Exprimés           | Exprimés       | 6 924        | 93,62        |